# Кампоротондо (Ђенова)
Кампоротондо (итал. Camporotondo) је насеље у Италији у округу Ђенова, региону Лигурија.
Према процени из 2011. у насељу је живело 22 становника. Насеље се налази на надморској висини од 287 м.